# المواقف السياسية لجو بايدن

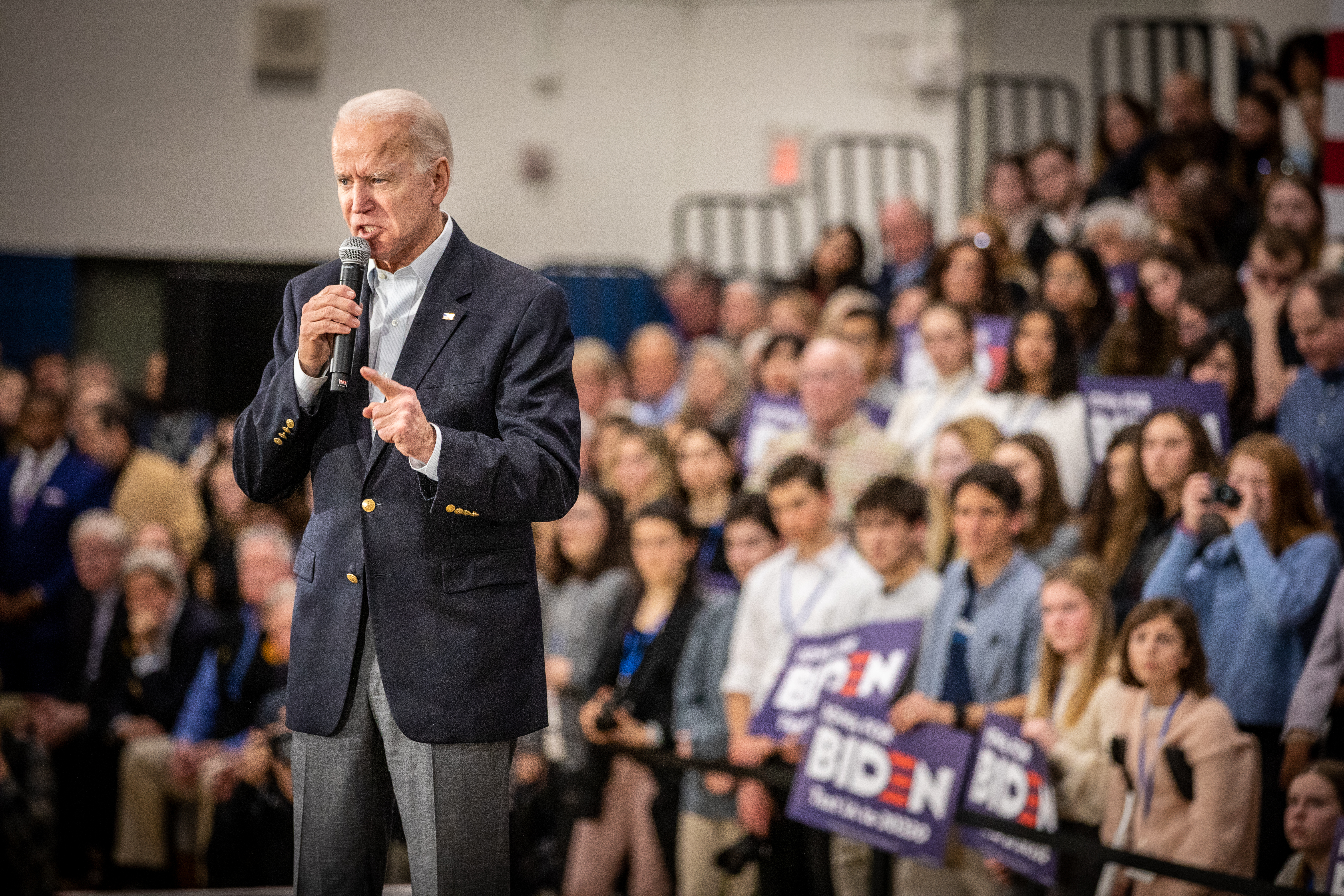
في عشية مؤتمرات أيوا التمهيدية، يعقد نائب الرئيس جو بايدن تجمعا انتخابيا في مدرسة هييات المتوسطة.

عمِل جو بايدن في منصب نائب الرئيس الأمريكي من العام 2009 حتى العام 2017، ونائبًا في مجلس الشيوخ الأمريكي من 1973 حتى 2009. خاض بايدن الجولة الثانية من الانتخابات الرئاسية الأمريكية في العام 2008 كديمقراطي، وأعلن عن خوضه الانتخابات نائبًا لمرشح الحزب الديمقراطي لمنصب الرئاسة، باراك أوباما في 23 أغسطس 2008، وانتُخب نائبًا للرئيس في 4 نوفمبر 2008. في 25 أبريل أعلن جو بايدن عن نيته الترشح للانتخابات الرئاسية للمرة الثالثة.
دعم بايدن اتفاقية التجارة الحرة لشمال أمريكا (نافتا) في العام 1993. خلال فترة إدارة أوباما، كان بايدن من أشد مناصري اتفاق الشراكة العابرة للمحيط الهادي.
أعلن بايدن عن دعمه لخيار التأمين الصحي العام الذي يتيح للأمريكيين الاشتراك في الرعاية الطبية -ميديكير.
دعم بايدن إصلاح تمويل الحملات الانتخابية بما فيها قانون مكاين-فاينغولد لإصلاح الحملات الانتخابية الحزبية، وحظْر قبول مساهمات الإعلانات والهدايا؛ وبسبب قانون عقوبة الإعدام في قانون مكافحة جرائم العنف وتنفيذ القانون الذي طرحه بايدن في العام 1994، أصبحت بعض الجرائم عقوبتها الإعدام؛ ودعم بايدن تمويل العجز في الميزانية عبر الحوافز المالية في قانون الانتعاش وإعادة الاستثمار الأمريكي لعام 2009؛ والخصم الضريبي للطلاب؛ ووضْع حدود لتجارة انبعاث الكربون؛ وزيادة الإنفاق على البنية التحتية التي اقترحها إدارة أوباما؛ والمواصلات العامة، بدعمه شركة ركاب السكك الحديدية الوطنية أمتراك، والحافلات وقطار الأنفاق لعقود طويلة؛ ومعونات الطاقة المتجددة؛ وزواج المثليين؛ وإعفاء الطلاب من سداد القروض؛ وزيادة الضرائب المفروضة على الأغنياء؛ وتوسيع نطاق قانون الرعاية الصحية ميسورة التكاليف بدلًا مِن تأسيس نظام رعاية طبي جديد. يؤيّد بايدن إلغاء تجريم القنّب على مستوى فيدرالي، ويدعم حق الولاية في تقنين على مستوى الولاية، ويفضّل تقليل الإنفاق العسكري الذي طرحته إدارة أوباما في ميزانية السنة المالية 2014.

## القضايا الاجتماعية

### العمل الإيجابي
يدعم بايدن سياسات العمل الإيجابي.

### عقوبة الإعدام
يؤيّد بايدن عقوبة الإعدام. كان بايدن هو مَن وضع قانون مكافحة جرائم العنف وتنفيذ القانون الذي أقرّه الكونغرس في العام 1994، والذي اشتمل على البند السادس، قانون عقوبة الإعدام الفيدرالي الذي يعاقب بالإعدام 60 جريمة لم تنطبق العقوبة عليها سابقًا، وذلك عبر 41 تشريعًا فيدراليًّا لعقوبة الإعدام بحق الجرائم المتعلقة بأعمال الإرهاب، وقتل ضابط شرطة فيدرالي، وجرائم متعلقة بالحقوق المدنية، وحالات إطلاق النار من السيارة التي ينجم عنها موت أحد، واستخدام أسلحة الدمار الشامل إن نتج عنها موت أحد، أو سرقة السيارات تحت تهديد السلاح في حال نجم عنها حالة موت. على كل حال، صوّت بايدن ضدّ تحديد حالات الاستئناف في أحكام الإعدام، وعارض عدم الأخذ بعين الاعتبار الإحصاءات المتعلّقة بالعِرق في حالات استئناف أحكام الإعدام.

### الجريمة
كتب بايدن قانون مكافحة جرائم العنف وتنفيذ القانون، والذي بمقتضاه تمّ توظيف المزيد من ضباط الشرطة، ورفع مُدَد عقوبات السجن، وبناء المزيد من السجون. ساعد مشروع القرار في تقليص نسبة الجريمة، ولكن منتقدي القانون يقولون بأنه «خلق حافزًا ماليًّا لسَجْن الأفراد وإبقائهم في السجن لفترات طويلة» وهو ما ترك أثرًا غير متناسبٍ على الأقليّات.

### المخدرات
اكتسب بايدن سمعة شهيرةً بوصفه «محارب المخدرات»، بترأسّه مساعي الحرب على المخدرات. في الثمانينيات من القرن العشرين خلال انتشار وباء الكوكايين في الولايات المتحدة، كان كلًّا من الديمقراطيين والجمهوريين «صارمين تجاه الجريمة»، كان بايدن يترأّس لجنة مجلس الشيوخ القضائية التي أقرّت العديد من الإجراءات العقابية بحقّ مرتكبي جرائم المخدرات.

### الهجرة

#### مجلس الشيوخ
عندما كان عضوا في مجلس الشيوخ، صوت بايدن لصالح مشروع قانون الهجرة لعام 1986 (الذي تمت الموافقة عليه) ومشروع قانون إصلاح الهجرة الشامل لعام 2007 (الذي فشل). وأثناء مناقشة رئاسية ديمقراطية أولية لعام 2007، صرح بايدن بأن ترحيل كافة المهاجرين غير الشرعيين من الولايات المتحدة سيكون مكلفا وغير عملي واقترح سبيلًا للحصول على الجنسية قائلًا: «تحققوا من خلفياتهم جميعًا، وأخرجوا المجرمين، وأعيدوهم من حيث أتوا، وقدِّموا وسيلة نسمح من خلالها بالمُواطنة المُكتسبة على مدار العقد القادم أو نحو ذلك. أيُّها الشعب، على القائد الأعلى أن يتصرف بطريقة عملية بين الفَينةِ والأخرى.» وصوت بايدن لقانون إقامة السياج الأمني لعام 2006، القانون الذي سمح ومَوَّل جزئيًا إقامة سياجٍ على طول الحدود المكسيكية، الذي كان يهدف في الغالب إلى مكافحة تجارة المخدرات عبر الحدود. وفي الحملة نفسها، قال بايدن بأن ذلك لن يسمح للمدن المحتضنة للمهاجرين غير الشرعيين بتجاهل القانون الفيدرالي. وفي عام 2007، ذكر بايدن ان الهجرة غير الشرعية لن تتوقف إلا إذا توقف أرباب الأعمال عن توظيف العاملين غير الموثَّقِين، قائلاُ: «والباقي ليس له أهمية.»

#### نِيابة الرِّئاسة
بصفته نائب للرئيس، دعم بايدن مشروع قانون إصلاح الهجرة الشامل المُؤيَّد من كلا الحزبين، وهو مشروع قانون وضعته مجموعة الثمانية (أربعة سيناتورات من الحزب الديمقراطي، وأربعة سيناتورات من الحزب الجمهوري) كان من شأنه أن يخلق سبيلًا مدته ثلاثة عشر عامًا نحو حصول المهاجرين غير الشرعيين ممن تم تدقيقهم أمنيًا على الجنسية، ويكرِّس موارد لأمن الحدود لم يسبق لها مثيل، وينشئ برنامج تأشيرة عمل جديد، ويؤسس نظامًا إلزاميًا للتحقق من التوظيف بُغية التأكد من ترخيص الموظفين للعمل في الولايات المتحدة. وبصفته رئيسًا لمجلس الشيوخ، ترأس بايدن شخصيًا مجلس الشيوخ عند الموافقة على مشروع القانون 68-32. وعلى الرغم من ذلك، فقد فشل القانون في الحصول على موافقة البرلمان الذي يسيطر عليه أعضاء الحزب الجمهوري.

### حقوق المرأة
في عام 1994، وضع بايدن قانون مناهضة العنف ضد المرأة. حيث خصَّص هذا القانون حوالي 1.6 بليون دولار للتحسين من سير عملية المقاضاة والتحقيق في جرائم العنف المُرتكبة ضد المرأة، وزاد القانون من مدة احتجاز المتهمين قبل الامتثال للمحاكمة، وفرض تعويضا تلقائيا وإلزاميا على المدانين، وسمح بتعويض المدنيين في الحالات التي يختار فيها المدعون العامون عدم المقاضاة.
ألغت المحكمة العليا للولايات المتحدة أجزاء من قانون مناهضة العنف ضد المرأة (VAWA) بناءً على أُسس دستورية واردة في قرار في. موريسون للولايات المتحدة (United States V. Morrison) 
قال بايدن: «أعتبر قانون مناهضة العنف ضد المرأة أهم قانون وضعته على الإطلاق في مدة خدمتي في مجلس الشيوخ التي دامت 35 سنة. وفي الواقع، فإن تعزيز قانون مناهضة العنف ضد المرأة عام 1994 كان بدايةً لالتزامٍ تاريخي تجاه النساء والأطفال الذين يقعون ضحيةً للعنف المنزلي والاعتداء الجنسي. وقد كُوفئت أُمَّتنا على هذا الالتزام. فمنذ الموافقة على القانون عام 1994، تناقصت معدلات العنف المنزلي بنسبة تصل إلى 50%.» كما قال إن القانون «يمكن النساء من إحداث تغييرات في حياتهن، ويمكن أن يكون ذلك عن طريق تدريب الشرطة والمدعين العامين على إلقاء القبض على الأزواج المسيئين بدلا من إخبارهم بالتجول حول الحي.»
في عام 2017 أخبر بايدن مجموعة من الطلاب بأن ممارسة الجنس مع امرأة ثملة يُعَد اغتصابًا. 
وفي عام 1991، كان جو بايدن يترأس اللجنة القضائية في مجلس الشيوخ عندما عَقدت اللجنة جلسات لاتخاذ قرار بخصوص تعيين القاضي كلارينس توماس في المحكمة العليا بعد تَرشيحه من قبل الرئيس الجمهوري جورج بوش الأب. وخلال عملية الترشيح، تمَّ إتِّهام توماس بنمط ثابت من التحرش الجنسي، الذي شهدت عليه أنيتا هيل أمام توماس في المحكمة العليا. وخلال جلسة الاستماع، لفت بايدن النظر إلى تقرير غير حاسم قدمه مكتب التحقيقات الفيدرالي بخصوص الاتهامات التي قدمتها هيل ووصفه «بالقيل والقال». صوت بايدن ضد تعيين توماس في كلٍ من اللجنة وجلسة مجلس الشيوخ. وفي 2017، اعتذر بايدن رسميًا على التصرف الذي بدر منه تجاه هيل أثناء الجلسات، وقال: «دعوني أوضح لكم شيء، لقد صدقت أنيشا هيل. وَصوَّتُّ ضد كلارينس توماس... أنا متأسِّف جدا على مرورها بما مَرَّت به. فكِّروا بالشجاعة التي تحلت بها لتدلي بشهادتها.» وفي خطابٍ له عام 2018، أعرب بايدن عن ندمه على عدم تحليه بالصرامة الكافية لمنع زملائه في هيئة مجلس الشيوخ من تلطيخ أيديهم بما أسماه «قتل شخصية» هيل، حيث قال: «لقد دُنِّسَت سمعة أنيشا عندما أدلت بشهادتها، بكلام الكثير من زملائي، أتمنى لو كان بوسعي فعل المزيد لمنع تلك الأسئلة والطريقة التي سألوها بها.... تحت مظلة قوانين مجلس الشيوخ، لا يحق لي إسكاتك بالمطرقة لطرحك ذلك السؤال، على الرغم من محاولتي فعل ذلك. وبالتالي فإن ما قد حصل هو أنها وقعت ضحية مرة أخرى أثناء سير العملية.»

## القضايا الاقتصادية

### الضرائب
لقد عارض بايدن التخفيضات الضريبية من قبل إدارة جورج دبليو بوش التي تم تطبيق معظمها في عامي 2001 و 2003 مشيرا أن معظم الفوائد الناتجة عن التخفيضات الضريبية كانت من نصيب العوائل الأمريكية ذات الثراء الفاحش، وكان يرى أن هذه التخفيضات لم تكن في صالح الأمريكان من الطبقة المتوسطة والفقيرة. وقد نادت إدارة بايدن/أوباما بإبقاء التخفيضات سارية على 98% من دافعي الضرائب في أمريكا ولكنها سمحت بعدم سريانها على الدخل الذي يتجاوز 250,000 دولار بالنسبة للأزواج (أو الدخل الذي يتجاوز 200,000 دولار بالنسبة للأفراد).
بعد أن بسط الجمهوريون سيطرتهم على مجلس النواب الأمريكي في انتخابات عام 2010، تم اختيار بايدن ليكون المفاوض الرئيسي عن الإدارة مع جمهوريو الكونغرس -وبالأخص، مع قائد الأغلبية في مجلس الشيوخ ميتش ماكونيل- بخصوص التخفيضات الضريبية من قبل بوش، التي شارفت على الانتهاء. عارضت الإدارة تمديد التخفيضات الضريبية على الأغنياء، ولكنها في نفس الوقت لم ترغب في إحداث زيادات ضريبية على الأمريكان غير الأغنياء في الوقت الذي كان فيه الاقتصاد لايزال ينتعش من الركود الاقتصادي لعام 2008. ونتج عن هذا توصل إلى اتفاق: «بعد مفاوضاتٍ دامت طويلًا أبرم بايدن وماكونيل اتفاقًا نصَّ على تمديد كافة التخفيضات الضريبية من قبل بوش إلى ما بعد انتخابات 2012، وبالمقابل ضخ 300 بليون دولار أخرى كمحفز اقتصادي، يشتمل على تخفيض ضريبي على مُرتَّبات العمال، ونصَّ كذلك على تمديد فوائد البطالة على ضحايا الكساد وتوسيع الإعفاءات الضريبية لتشمل طلاب الكليات والفقراء. وباستئناف مجلس الشيوخ، سَمَح الاتفاق بإجراء تصويت على الغاء الحظر المفروض على المِثليين في الجيش.»

### الرعاية الاجتماعية
يعارض بايدن خصخصة التأمين الاجتماعي وقد لاقى نسبة استحسان بلغت 89% من تحالف المتقاعدين الأمريكيين (ARA)، مما انعكس على سجلات التصويت الداعمة لكبار السن. وصوت لصالح المنحة الإجمالية وكان يدعم إصلاح الرعاية الاجتماعية.